# 波特萊爾的冒險 (電視劇)
《波特萊爾的冒險》（英語：A Series of Unfortunate Events）是Netflix公司播出的電視劇，由尼爾·派屈克·哈里斯、派屈克·華博頓、瑪麗娜·魏斯曼、路易·海恩斯等人主演，劇情改編自雷蒙尼·史尼奇的系列小說《波特萊爾大遇險》。
總共分為三季。第一季於2017年1月13日首播，包含八集，改編自《悲慘的開始》等原著的前四本小說。第二季於2017年3月播出，包含十集，改編自《嚴酷的學校》等原著第五至第九部小說。第三季也是最後一季，於2019年1月1日播出，包含七集，改編自《絕命的山崖》等原著的後四部小說。

## 演員

### 主要角色
- 尼爾·派屈克·哈里斯 飾 歐拉夫伯爵
- 派屈克·華博頓 飾 雷蒙尼·史尼奇
- 瑪麗娜·魏斯曼 飾 紫兒·波特萊爾
- 路易·海恩斯（英语：Louis Hynes） 飾 克勞斯·波特萊爾（法语：Klaus Baudelaire）
- 普里斯萊·史密斯（英语：Presley Smith） 飾 桑妮·波特萊爾（法语：Sunny Baudelaire）
- K·陶德·費里曼（英语：K. Todd Freeman） 飾 波先生（法语：Arthur Poe）
- 露茜·彭奇（英语：Lucy Punch） 飾 艾絲梅·史瓜樂
- 愛維·雷克 飾 伊莎朵拉·夸麥爾
- 迪倫·金斯維爾（葡萄牙語：Dylan Kingwell） 飾 鄧肯·夸麥爾及魁格里·夸麥爾

### 常規角色
- 威爾·阿奈特 飾 「父親」
- 蔻碧·史莫德 飾 「母親」
- 烏斯曼·阿里 飾 鉤子手男人
- 约翰·德桑迪（英语：John DeSantis） 飾 禿頭男人
- 馬修·卡德瑞普（英语：Matty Cardarople） 飾 看起來不男不女的人
- 吉塔娜·特恩布尔 飾 卡麥麗塔·史派茲
- 莎拉·坎寧（英语：Sara Canning） 飾 賈桂琳
- 薩拉·茹（英语：Sara Rue） 飾 奧莉維亞
- 愛莉森·威廉絲 飾 凱特·史尼奇
- 內森·菲利安 飾 賈克斯·史尼奇
- 派屈克·布林（英语：Patrick Breen） 飾 服務員賴瑞

### 其他角色
- 瓊安·庫薩克 飾 史卓絲法官
- 阿西夫·曼迪維 飾 蒙哥馬利·蒙哥馬利
- 阿爾法·伍達德（英语：Alfre Woodard） 飾 約瑟芬·安惠賽
- 巴里·索南菲爾德 飾 伊克·安惠賽
- 唐·強生 飾 先生
- 萊斯·達比（英语：Rhys Darby） 飾 查理
- 克里斯·高瑟（英语：Chris Gauthier） 飾 菲爾
- 凱瑟琳·奧哈拉 飾 歐威爾醫生
- 羅傑·巴特 飾 副校長尼祿
- 托尼·海爾 飾 傑洛米·史瓜樂
- 大衛·亞倫·基亞（英语：David Alan Grier） 飾 海爾
- 凯瑞·肯妮（英语：Kerri Kenney-Silver） 飾 芭伯絲
- 羅比·艾梅爾 飾 凱文
- Kevin Cahoon 飾 雨果
- 邦妮·摩根（英语：Bonnie Morgan） 飾 柯蕾特
- 理查·E·格蘭特 飾 有鬍子沒頭髮的男人
- 貝絲·格蘭特（英语：Beth Grant） 飾 有頭髮沒鬍子的女人
- 莫蓮娜·芭卡琳 飾 貝雅麗采·波特萊爾
- 彼得·邁克尼科爾 飾 以實馬利

## 製作
原著《波特萊爾大遇險》是作家丹尼爾·韓德勒以筆名「雷蒙尼·史尼奇」創作出版的系列小說，共有十三本，與《哈利波特》系列一樣在美國廣受歡迎。這套小說早在2004年就已被派拉蒙影業與夢工廠改編為電影《波特萊爾的冒險》，由知名喜劇演員金·凱瑞飾演反派歐拉夫伯爵，電影上映後未能達到預期票房，因此拍攝續集的計畫便擱置了。
Netflix重拍的電視劇版本由2004年電影版的製片巴里·索南菲爾德擔任總製作人。電視劇劇情相較電影版更加忠於原著小說，部分劇集還是由原著作者丹尼爾·韓德勒親自撰寫劇本的。
2016年5月在加拿大溫哥華開拍。

## 發行
第一季於2017年1月13日播出。第二季於2018年3月30日播出。第三季於2019年1月1日播出。

## 外部連結
- 互联网电影数据库（IMDb）上《波特萊爾的冒險》的资料（英文）
- 爛番茄上《波特萊爾的冒險》的資料（英文）
- 在Netflix上觀看《波特萊爾的冒險》
- 波特萊爾的冒險的Facebook專頁
- 波特萊爾的冒險的X（前Twitter）
- 波特萊爾的冒險的Instagram帳戶